# ودگفیلد (کارولینای جنوبی)
ودگفیلد(به انگلیسی: Wedgefield) شهری در ایالت کارولینای جنوبی کشور ایالات متحده آمریکا است که جمعیت آن در سرشماری سال ۲۰۱۰ میلادی، ۱٬۶۱۵ نفر بوده‌است.